# Ruth Reynolds
Pour les articles homonymes, voir Reynolds.
Ruth Reynolds, née le 6 mars 1987 au Texas, est une actrice américaine.

## Filmographie
- 2008 : Littlefield : McGee
- 2009 : Hallo Hollywood (série télévisée)
- 2012 : The Guest House : Rachel
- 2012 : Stalked at 17 (téléfilm)
- 2013 : The Violin (court métrage) : Denise Owens
- 2013 : Kook (court métrage) : Axela
- 2014 : Girltrash: All Night Long
- 2014 : Tango Changes Everything (court métrage) : la danseuse de tango
- 2015 : Not Without You (court métrage) : Becka
- 2015 : The Art of Storytelling : Ruth
- 2015 : VooDoo : Stacy Cole
- 2015 : Flowers in the Snow-FTP : Ruth
- 2015 : Reunion : Mia (jeune)
- 2015 : Ellis (court métrage) : Ann
- 2015 : Don't Ever Tell (court métrage)
- 2015 : Dessert (court métrage) : Abby
- 2016 : Witchula : Kelly Winters